# Université d'éducation de Nara
L'Université d'éducation de Nara (奈良教育大学, Nara kyōiku daigaku, couramment abrégée en Nakyōdai, 奈教大) est une université nationale japonaise, située à Nara dans la préfecture de Nara.

## Composantes
L'université est structurée en faculté de 1er cycle (学部, gakubu), qui a la charge des étudiants de 1er cycle universitaire, et en faculté de cycles supérieurs (研究科, kenkyūka), qui a la charge des étudiants de 2e et 3e cycle universitaire. 

### Facultés de1ercycle
L'université compte 1 facultés de 1er cycle (学部, gakubu).
- Faculté d'éducation

### Facultés de cycles supérieur
L'université compte 1 facultés de cycles supérieurs (研究科, kenkyūka).
- Faculté d'éducation

## Personnalités liées

### Anciens étudiants
- Mizuoka Shunichi, parlementaire japonais
- Tadahiro Nomura, triple champion olympique de judo
- Kiyomi Hayashi, chercheuse en géographie